# Richard Curtis

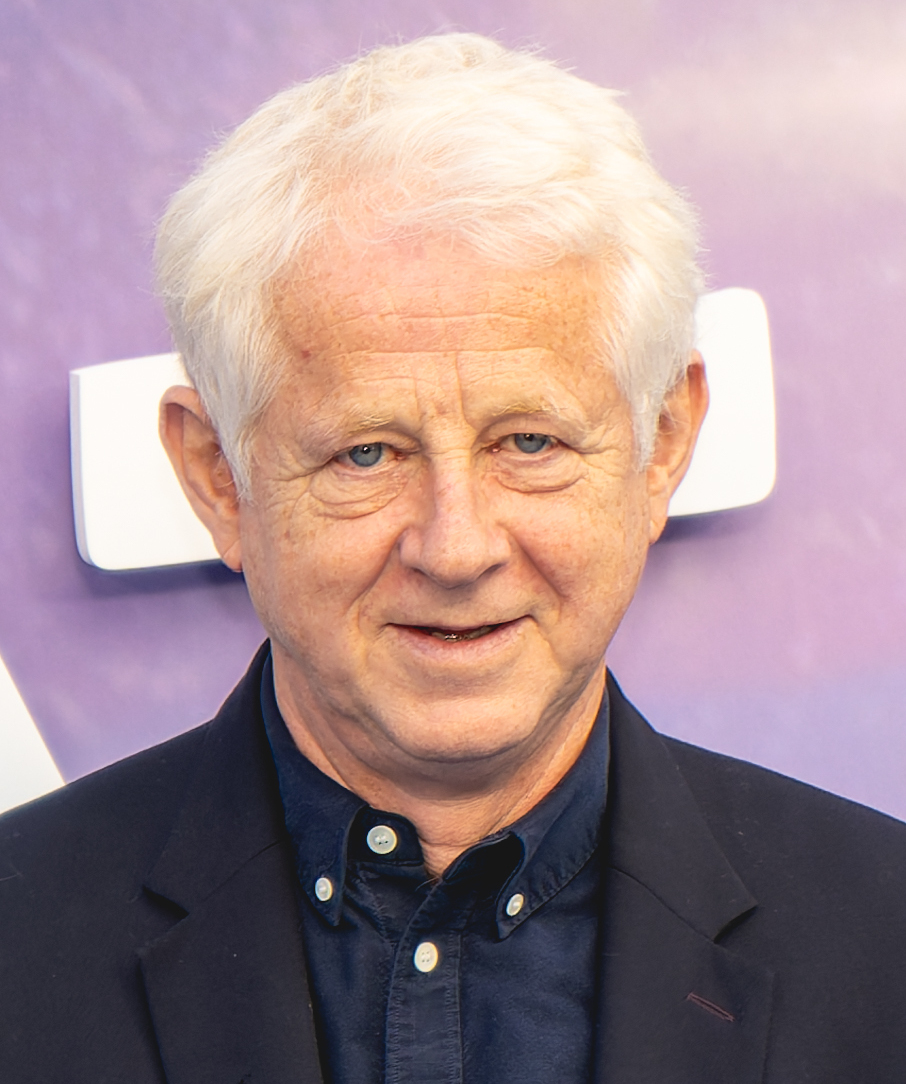
Richard Curtis (2024)

Richard Whalley Anthony Curtis, CBE (* 8. November 1956 in Wellington, Neuseeland), ist ein Drehbuchautor zahlreicher britischer Comedyserien wie Mr. Bean, The Vicar Of Dibley und Blackadder. Zu den Filmen, für die er das Drehbuch geschrieben hat, gehören Vier Hochzeiten und ein Todesfall, Notting Hill, die beiden Filme Bridget Jones – Schokolade zum Frühstück und Bridget Jones – Am Rande des Wahnsinns, The Girl in the Café und Tatsächlich… Liebe. Beim zuletzt genannten führte er zum ersten Mal auch Regie.
Außerdem ist Curtis Geschäftspartner von Bob Geldof und Mitveranstalter der Live-8-Konzertkampagne. Zusammen mit Lenny Henry gründete er 1985 die Wohltätigkeitsorganisation Comic Relief.

## Filmografie (Drehbuchautor, Auswahl)
- 1989: Das lange Elend (The Tall Guy) – Regie: Mel Smith
- 1991: Bernie und der Weihnachtsgeist (Bernie and the Genie) – Regie: Paul Weiland
- 1993: Vier Hochzeiten und ein Todesfall (Four Weddings and a Funeral) – Regie: Mike Newell
- 1997: Bean – Der ultimative Katastrophenfilm (Bean) – Regie: Mel Smith
- 1999: Notting Hill – Regie: Roger Michell
- 2001: Bridget Jones – Schokolade zum Frühstück (Bridget Jones’ Diary) – Regie: Sharon Maguire
- 2003: Tatsächlich… Liebe (Love actually) – auch Regie
- 2004: Bridget Jones – Am Rande des Wahnsinns (Bridget Jones: The Edge of Reason) – Regie: Beeban Kidron
- 2005: G8 auf Wolke Sieben (The Girl in the Café) – Regie: David Yates
- 2009: Radio Rock Revolution (The Boat That Rocked) – auch Regie
- 2010: Doctor Who: Vincent und der Doctor (Vincent and the Doctor) – Regie: Jonny Campbell
- 2011: Gefährten (War Horse) – Regie: Steven  Spielberg
- 2013: Alles eine Frage der Zeit (About Time) – auch Regie
- 2014: Trash – Regie: Stephen Daldry
- 2014: Mr. Hoppys Geheimnis (Esio Trot) – Co-Autor: Paul Mayhew-Archer, Regie: Dearbhla Walsh
- 2018: Mamma Mia! Here We Go Again – Regie: Ol Parker
- 2019: Yesterday – Regie: Danny Boyle
- 2024: Ein klitzekleines Weihnachtswunder (That Christmas) – Regie: Simon Otto

## Auszeichnungen

### Oscar
- 1995: Nominierung in der Kategorie „Bestes Originaldrehbuch“ für Vier Hochzeiten und ein Todesfall
- 2025: Jean Hersholt Humanitarian Award[1]

### BAFTA Awards
- 2007: Ehrenpreis
- 2004: Nominierung in der Kategorie „Bester Film“ für Tatsächlich… Liebe
- 2002: Nominierung „Bestes adaptiertes Drehbuch“ für Bridget Jones
- 1999: Spezialpreis „Beste Fernseh-Komödie“ für The Vicar of Dibley
- 1998: Nominierung „Beste Fernsehkomödie“ für The Vicar of Dibley
- 1995: Nominierung „Bestes Originaldrehbuch“ für Vier Hochzeiten und ein Todesfall
- 1992: Nominierung „Beste Fernsehkomödie“ für Mr. Bean
- 1990: Auszeichnung für die beste Fernsehkomödie für Blackadder

### Emmy
- 2006: „Bestes Drehbuch für eine Miniserie oder Spielfilm“ für The Girl in the Café

### Europäischer Filmpreis
- 2004: Nominierung „Publikums-Preis Regie“ für Tatsächlich… Liebe

### Golden Globes
- 2004: Nominierung „Bestes Drehbuch Spielfilm“ für Tatsächlich… Liebe
- 1995: Nominierung „Bestes Drehbuch Spielfilm“ für Vier Hochzeiten und ein Todesfall

### Writers Guild of America
- 2002: Nominierung „Bestes adaptiertes Drehbuch“ für Bridget Jones
- 1995: „Bestes Originaldrehbuch“ für Vier Hochzeiten und ein Todesfall

### Rose d’Or
- 2007: Goldene Rose Comedy für The Vicar of Dibley (gemeinsam mit Dawn French)